# St. Maria Hilfe der Christen (Düsseldorf-Lörick)

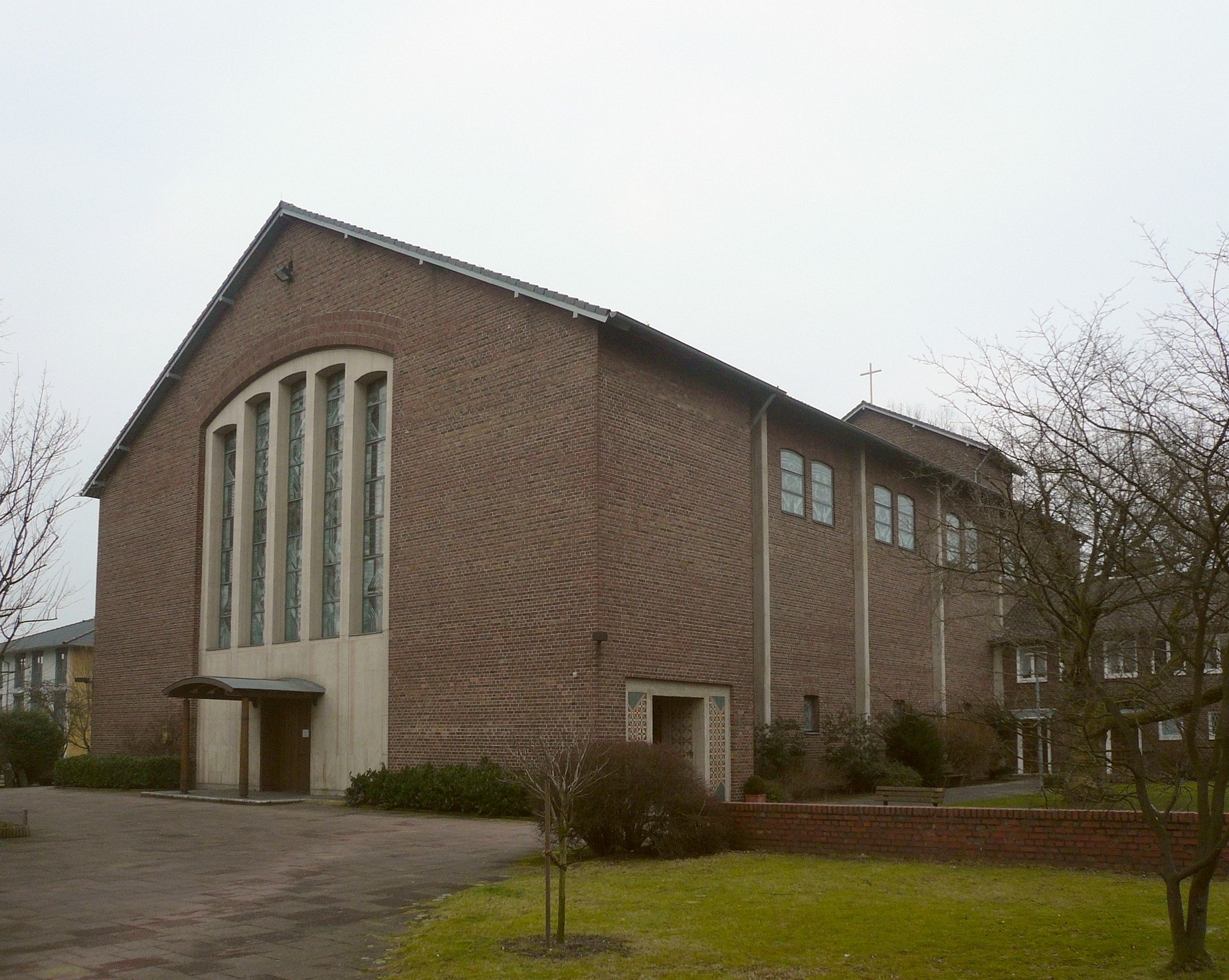
St. Maria Hilfe der Christen

St. Maria, Hilfe der Christen ist eine katholische Kirche im Düsseldorfer Stadtteil Lörick.

## Geschichte
Die Pfarrei St. Maria, Hilfe der Christen wurde als fünfte und letzte Pfarre von der Heerdter Pfarrei St. Benedikt abgepfarrt.
Der Kirchbau fand in den Jahren 1952 bis 1953 unter Leitung des Architekten Heinz Thoma statt. Kirchweihe war am 22. Mai 1955. Aus Kostengründen wurde auf den Bau des eigentlich geplanten freistehenden Glockenturms verzichtet.
Aufgrund des noch andauernden Heiligsprechungsprozesses von Pius X., der ursprünglich als Patron vorgesehen war, wurde das Marienpatrozinium Hilfe der Christen gewählt.
Die Kirche ist als Stahlskelettbau konstruiert und außen mit rotem Klinker verblendet. Sie wirkt dreischiffig, obwohl sie als Hallenkirche ausgeführt ist. Der Effekt wird durch eine Wölbung im Bereich des scheinbaren Mittelschiffs sowie durch Säulen, die optisch die Randbereiche als Seitenschiffe erscheinen lassen, hervorgerufen. Der Chorraum hat einen größeren Lichteinfall durch größere Fenster und befindet sich hinter dem Altarraum. Altar- und Chorraum sind durch Stufen vom Gemeinderaum abgetrennt. Der Chorraum hat zudem eine größere Raumhöhe, ist aber nur so breit wie das vermeintliche Mittelschiff.

## Orgel
Die Orgel wurde 1959 von dem Orgelbauer Kreienbrink (Georgsmarienhütte) erbaut. Das Kegelladen-Instrument hat 32 Register auf drei Manualen und Pedal. Die Spiel- und Registertrakturen sind elektropneumatisch.
| I Hauptwerk C–g3 |                 |     |
| 1.               | Großgedackt     | 16' |
| 2.               | Prinzipal       | 8′  |
| 3.               | Gemsrohrflöte   | 8′  |
| 4.               | Weitoktave      | 4′  |
| 5.               | Zartquintade    | 4′  |
| 6.               | Rauschpfeife II |     |
| 7.               | Mixtur IV       |     |
| 8.               | Kupfertrompete  | 8′  |

| II Positiv C–g3 |                   |    |
| 9.              | Spielflöte        | 8′ |
| 10.             | Singend Gedackt   | 8′ |
| 11.             | Trichterprinzipal | 4′ |
| 12.             | Helloktave        | 2′ |
| 13.             | Terzglöcklein IV  |    |
| 14.             | Holzkrummhorn     | 8′ |
|                 | Tremulant         |    |

| III Farbenwerk C–g3 |                 |       |
| 15a.                | Gambe           | 8'    |
| 15b.                | Schwebung       | 8'    |
| 16.                 | Flötgedackt     | 8′    |
| 17.                 | Bartpfeife      | 8′    |
| 18.                 | Hornprästant    | 4′    |
| 19.                 | Hohlflaut       | 2′    |
| 20.                 | Spitzquinte     | 1 ⁄3′ |
| 21.                 | Sesquialtera II |       |
| 22.                 | Scharff IV      |       |
| 23.                 | Engtrompete     | 16′   |
| 24.                 | Hornoboe        | 8′    |

| Pedal C–f1 |                  |     |
| 25.        | Kupferprinzipal  | 16′ |
| 26.        | Gedacktuntersatz | 16′ |
| 27.        | Oktavebass       | 8′  |
| 28.        | Gedacktpommer    | 8′  |
| 29.        | Choralbass       | 4′  |
| 30.        | Hintersatz V     |     |
| 31.        | Posaune          | 16′ |

- Koppeln: II/I, III/I, III/II, I/P, II/P, III/P